# رينيير دي غراف
رينيير دي غراف، يُلفظ بالهولندية الأصلية غاينييه دي خراف، أو باللاتينية رينيروس دي غراف (30 يوليو 1641 - 17 أغسطس 1673)، كان طبيبًا هولنديًا وعالم فسيولوجيا وعالم تشريح عُرف باكتشافات رئيسية في علم أحياء التناسل. تخصص في الكيمياء الطبية (iatrochemistry مترجمة على الويكيبيديا «كيمياء حيوية» لكن أقترح الترجمة الأكثر دقة «كيمياء طبية» لعدم الخلط بينها وبين Biochemistry) والمشاكل علاجية المنشأ، وكان أول من طور محقنة لحقن الصباغ في الأعضاء التناسلية البشرية كي يتمكن من فهم بنيتها ووظيفتها.

## سيرته الذاتية
ولد دي غراف في سخونهوفن لنجار/مهندس أو مهندس معماري ودرس الطب في لوفن (1658) وأترخت ولايدن (1663). كان من بين زملائه الطلاب يان زفامردام ونيكولاس ستينو وأولة بورك وفريدريك رويش، بالتعاون مع البروفيسور فرانسيسكوس سيلفيوس ويوهانس فان هورن ولوكاس شاخت. كان جميعهم مهتمين بأعضاء التكاثر وتأثروا بمنهج رينيه ديكارت في الفيزياء الطبية. قدم أطروحته للدكتوراه حول البنكرياس، وفي عام 1665 ذهب (مع شقيقه) إلى فرنسا حيث أجرى تجارب أخرى على الكلاب، بالتعاون مع بيير بورديلوت. حصل على شهادة الطب من جامعة أنجيه، بمساعدة مترجمه جان تشابلان. بعد العودة إلى الجمهورية الهولندية، أثبت دي غراف نفسه في أودي دلفت. كان يدرس الأعضاء التناسلية الذكرية، ما أدى إلى أول منشور له عام 1668. استخدم إناث الأرانب في أبحاثه للمسرح التشريحي حول جريب المبيض. (كان تشريح الجثث يحدث فقط في فصل الشتاء، وكانت الجثث نادرة؛ كان معظمها يُرسل إلى لايدن ويكون متاحًا عندما يُحكم على شخص ما بالإعدام).
في مايو 1672، تزوج ماريا فان دايك. بصفته مراسلًا للجمعية الملكية في لندن، أوصى دي غراف (في نهاية أبريل) هنري أولدنبورغ بضرورة الاهتمام بأنطوني فان ليفينهوك، الذي تعلم ذاتيًا، وعمله على تحسين المجهر. توفي دي غراف في 17 أغسطس ودُفن في 21 أغسطس في الكنيسة القديمة في دلفت، في مكان بارز ضمن مجلس الجوقة.
اعتُقد أنه انتحر، ولكن، يُرجح أنه توفي بسبب الملاريا أو حمى التيفوئيد أو الزحار كما كان شائعًا في المدن الهولندية الأخرى؛ استمر المرض طوال العام، وبلغ ذروته في شهري يوليو وأغسطس.

## إرثه
كان شأن دي غراف في تاريخ التكاثر كبيرًا، إذ لخص عمل علماء التشريح قبل عصره، لكنه لم يستفد من التقدم الذي كان على وشك تحقيقه في الفحص المجهري، رغم أنه أبلغ عن استخدامه من قبل أنطوني فان ليفينهوك في عام 1673. تشمل مساهماته الشخصية وصف النبيبات الخصوية والقنوات الصادرة والجسم الأصفر. ربما كان دي غراف أول من فهم الوظيفة الإنجابية لقناة فالوب، ووصف موه البوق وربطه بالعقم عند النساء. اخترع دي غراف أيضًا محقنة عملية، وُصفت في أطروحته الثالثة.

### جريبات غرافيان
كانت جريبات غرافيان (أو جريبات المبيض) أهم اكتشاف نُسب إليه. أشار هو نفسه إلى أنه لم يكن أول من وصفها، بل وصف تطورها. من ملاحظة الحمل عند الأرانب، خلص إلى أن الجريب يحتوي على البويضة، رغم أنه لم يشاهدها أبدًا. تسمى المرحلة الناضجة من جريب المبيض جريب غرافيان تكريمًا له، رغم أن آخرين، بما في ذلك فالوبيو، قد لاحظوا الجريبات من قبل (لكنهم لم يدركوا أهميتها الإنجابية). جاء مصطلح جريب غرافيان بعد إدخال مصطلح بويضات غرافيان من قبل ألبرشت فون هالر الذي افترض، مثل دي غراف، أن الجريب هو الخلية البيضية نفسها، رغم أن دي غراف أدرك أن البويضة كانت أصغر بكثير. اكتُشفت البويضة البشرية في النهاية بواسطة كارل إرنست فون باير في عام 1827. واجه يان زفامردام دي غراف بعد نشره كتاب ديموليريوم أورغانيس جينيراسيونيه إنسيرفنتيبو واتهمه بأخذ الفضل في الاكتشافات التي قام بها مع يوهانس فان هورن في وقت سابق، فيما يتعلق بأهمية المبيض وبويضاته. أصدر دي غراف دحضًا لكنه اتُهم بالانتحال.